# La calunnia (dramma)
La calunnia (The Children's Hour) è un dramma di Lillian Hellman che ha debuttato a Broadway nel 1934. La piece fu un successo di critica e pubblico e rimase in scena per 691 repliche. Nel 1936 nuove produzioni andarono in scena a Londra e Parigi.
Esistono due trasposizioni cinematografiche del dramma. La prima, La calunnia (These Three), diretta da William Wyler nel 1936, aveva trasformato la storia in un convenzionale triangolo eterosessuale a causa delle restrizioni del Production Code (il Codice Hays). Nel 1961 Wyler diresse un nuovo film dal dramma della Hellman, Quelle due; questa volta il Production Code permise l'accenno alla presunta omosessualità, pur sempre accennata molto velatamente.

## Trama
Le insegnanti Karen Wright e Martha Dobie, ex compagne di college, hanno aperto un collegio femminile privato nel Massachusetts con la collaborazione di Lily Mortar, la zia di Martha. Karen sta anche progettando di sposarsi con il suo fidanzato, il dottor Joe Cardin. Le loro vite vengono però distrutte quando una ricca studentessa, Mary Tilford, per vendicarsi in seguito a una punizione racconta a sua nonna Amelia che il rapporto fra le due non è solo di amicizia. Immediatamente la voce si sparge e la comunità si rivolta contro le giovani, sospettate di essere lesbiche: quasi tutti i genitori ritirano le figlie dalla scuola, che conseguentemente è costretta a chiudere, e Joe viene licenziato dall'ospedale per aver preso le difese delle donne. Successivamente la signora Tilford riesce a far confessare alla nipote di essersi inventata tutto ma è troppo tardi per riparare al torto: Karen infatti si è anche resa conto che quel dubbio ormai si è insinuato in Joe e, pur amandolo, decide di lasciarlo libero. In seguito, scioccata dalle vicende, Martha confessa a Karen di essere effettivamente innamorata di lei. Karen si allontana dalla stanza, sconvolta, e la confessione di Mary è tardiva: ferita dal rifiuto di Karen, Martha si è sparata.

## Cast della prima (Broadway, 20 novembre 1934)
- Eugenia Rawls as Peggy Rogers[1]
- Aline McDermott: Mrs. Lily Mortar[1]
- Elizabeth Seckel: Evelyn Munn[1]
- Lynne Fisher: Helen Burton[1]
- Jacqueline Rusling: Lois Fisher[1]
- Barbara Leeds: Catherine[1]
- Barbara Beals: Rosalie Wells[1]
- Florence McGee: Mary Tilford[1]
- Katherine Emery: Karen Wright[1]
- Anne Revere: Martha Dobie[1]
- Robert Keith: Dr. Joseph Cardin[1]
- Edmonia Nolley: Agatha[1]
- Katherine Emmet as Mrs. Amelia Tilford[1]
- Jack Tyler: Ragazzo delle consegne [1]

## Prima rappresentazione italiana
Tradotto in italiano da Giulio Cesare Castello nel 1950, la prima rappresentazione italiana è avvenuta il 6 dicembre 1955 al Teatro Manzoni di Milano con la Compagnia dei Giovani, regia di Giorgio De Lullo, con Lola Braccini, Rossella Falk (Karen), Elsa Albani (Marta), Romolo Valli (Joe), Italia Marchesini, Anna Maria Guarnieri (Mary), Elena Cotta.